# 김천 직지사 석조약사여래좌상
김천 직지사 석조약사여래좌상(金泉 直指寺 石造藥師如來坐像)은 대한민국 경상북도 김천시 직지사에 있는, 고려 시대의 석조 약사여래 좌상이다. 전체 높이는 1.6m, 불상 높이는 1.26m이다. 불신과 광배(光背)가 1개의 돌로 조각되었으며, 사각대석 위에 놓여 있다. 남북국 시대 신라의 불상과는 다른 빈약한 체구, 어색한 손의 위치, 간략한 옷주름 등으로 미루어 고려시대의 것으로 보인다.
1963년 1월 21일 대한민국의 보물 제319호 직지사석조약사여래좌상(直指寺石造藥師如來坐像)으로 지정되었다가, 2010년 8월 25일 현재의 명칭으로 변경되었다.

## 개요
직지사에 모셔져 있으며 광배와 불상을 하나의 돌로 만들었다.
불상의 머리는 민머리이고 정수리 부근에는 상투 모양의 머리(육계)가 큼직하게 표현되었다. 얼굴은 마모가 심해 세부표현을 자세히 살필 수 없지만, 둥글고 원만한 인상이다. 옷은 오른쪽 어깨를 드러내고 왼쪽 어깨에만 걸쳐 입고 있는데, 옷에는 평행 계단식의 무딘 옷주름이 표현되어 있다. 오른손은 무릎 위에 올려 손끝이 아래를 향하고 있고, 왼손에는 약합을 들고 있어서 이 불상이 약사여래상임을 알 수가 있다. 부처의 몸에서 나온 빛을 형상화한 광배(光背)는 폭이 넓어 맵시있는 모양은 아니지만 덩쿨무늬와 불꽃무늬를 새겨 장식하였다. 
전반적으로 세부표현이 둔감해졌으며 광배의 무늬도 세련미가 줄어든 점으로 보아, 통일신라 후기의 양식을 계승한 약사여래좌상으로 볼 수 있다. 

## 참고 문헌
- 김천 직지사 석조약사여래좌상 - 국가유산청 국가유산포털
- 이 문서에는 다음커뮤니케이션(현 카카오)에서 GFDL 또는 CC-SA 라이선스로 배포한 글로벌 세계대백과사전의 내용을 기초로 작성된 글이 포함되어 있습니다.